# St. Crutzen (Weißkirchen)

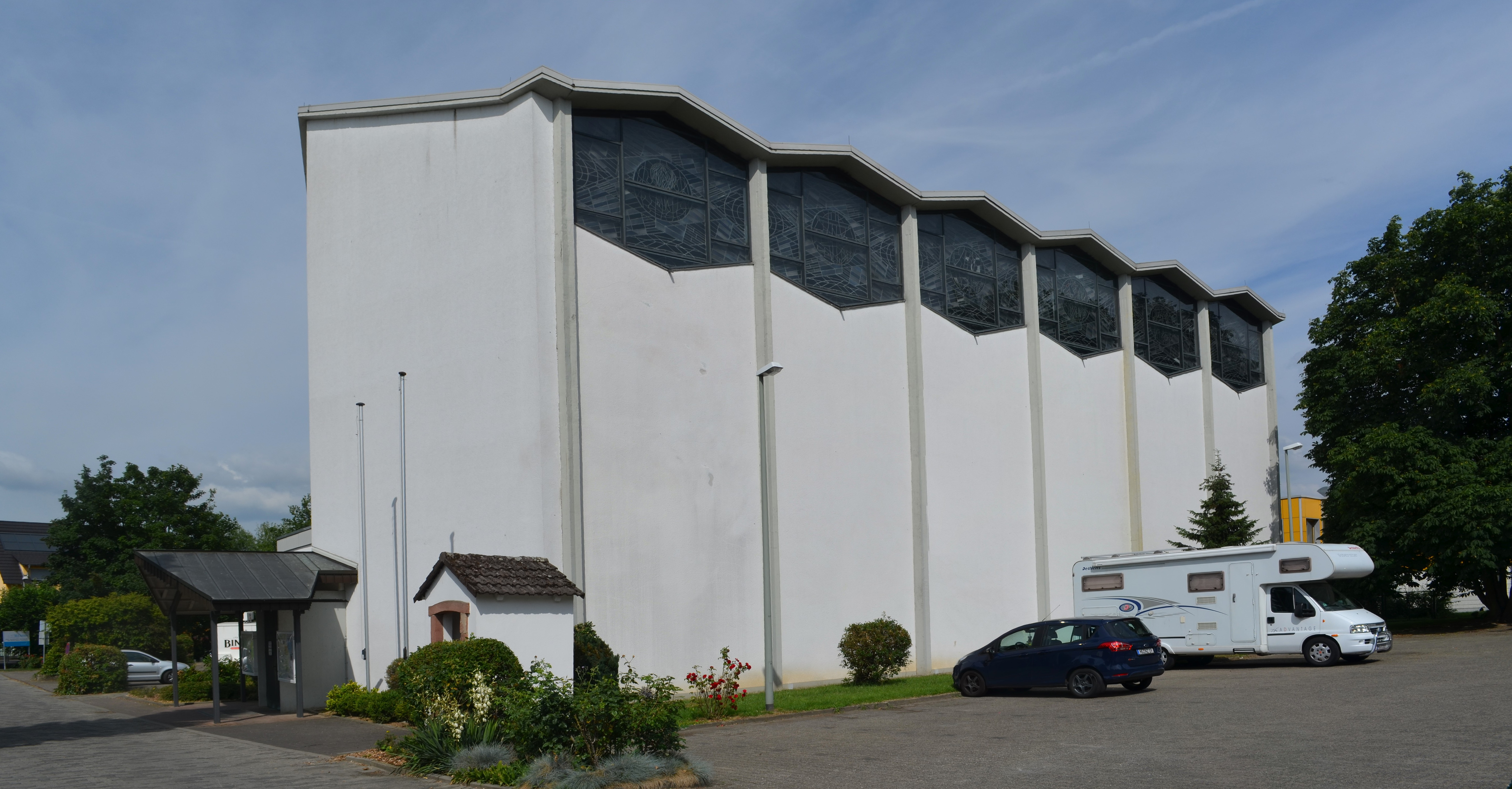
Weißkirchen, Kirche St. Crutzen

St. Crutzen ist die römisch-katholische Kirche von Weißkirchen, einem Stadtteil von Oberursel (Taunus). Sie ist die Nachfolgerin der Johanneskirche in Weißkirchen und steht, wie auch die Ruine der Johanneskirche als Kulturdenkmal unter Denkmalschutz.

## Vorgeschichte bis zum Brand der Johanneskirche
Als ältestes kirchliches Gebäude auf dem Gebiet des heutigen Weißkirchen wurde eine Margarethenkapelle auf der Au am Urselbach erwähnt, die etwa 1000 bis 1300 bestand. 1422 wird urkundlich ein Kirchhof in Weißkirchen erwähnt, es muss daher damals bereits eine Kirche bestanden haben. 1535 wurden die Altäre und der Grundbesitz der aufgegebenen Crutzenkirche auf die Weißkirchener Kirche übertragen, die bisher Filialkirche der Crutzenkirche war.
Etwa 1535 wurde Weißkirchen während der Reformation lutherisch. 1604 führte Kurmainz den katholischen Glauben wieder ein.
Am 6. Juni 1622 wurden Dorf und Kirche durch Feuer zerstört. Lediglich der Seitenchor und ein aus dem ersten Viertel des 15. Jahrhunderts stammendes Bild der schmerzhaften Mutter blieben vom alten Kirchenbau erhalten. Die Kirche, die Johannes dem Täufer geweiht war, wurde nach dem Brand wieder aufgebaut.
Die Unterhaltspflicht an der Johanneskirche lag bei der Kirchengemeinde, die für den Turm bei der Zivilgemeinde. Die Kirche, die unter Denkmalschutz stand, verfügte über eine Orgel mit 10 Registern.
1962 wurde die neue Kirche erbaut. In die alte, nun leerstehende Johanneskirche schlug am 23. Juni 1967 der Blitz ein. Durch das Feuer und die Brandfolgen wurde die Kirche stark beschädigt. Die Stadt Oberursel erwarb die Ruine und baute sie so um, dass sie heute für kulturelle Veranstaltungen genutzt werden kann.

## Die Kirche St. Crutzen
Anfang der 1960er Jahre war die Zahl der Katholiken in Weißkirchen stark angewachsen und die Johanneskirche war zu klein geworden. Es wurde daher der Beschluss gefasst, in der Nachbarschaft einen Neubau zu errichten. Nach Plänen der Frankfurter Architekten Alois Giefer und Hermann Mäckler wurde daher ein klar strukturierter Betonskelettbau als Kirche errichtet und 1963 eingeweiht. Das 16 Meter lange Langhaus ist von außen schmucklos. Es ist auf beiden Seiten in jeweils sechs Segmente eingeteilt, an deren Oberseite sich jeweils ein sechseckiges Glasfenster befindet. Diese 12 Glasfenster sind von dem Frankfurter Künstler Joachim Pick entworfen. Jedes einzelne stellt einen Monat im Kirchenjahr dar. Der 24 Meter hohe Glockenturm wurde getrennt von der Kirche errichtet und enthält vier Glocken. 
1985 wurde eine Orgel der Firma Hugo Mayer Orgelbau eingebaut. Während diese ursprünglich auf einer skulptural eingehängten Empore angebracht war, befindet sie sich heute im Kopfbereich des Altarraums.

## Glocken
| Nr. | Name                | Gussjahr | Gießer, Gussort                         | Durchmesser | Masse (ca.) | Schlagton |
| --- | ------------------- | -------- | --------------------------------------- | ----------- | ----------- | --------- |
| 1   | Marienglocke        | 1953     | Friedrich Wilhelm Schilling, Heidelberg | ? mm        | 583 kg      | as′       |
| 2   | Johannes der Täufer | 1953     | Friedrich Wilhelm Schilling, Heidelberg | ? mm        | 401 kg      | b         |
| 3   | Bonifatiusglocke    | 1953     | Friedrich Wilhelm Schilling, Heidelberg | ? mm        | 283 kg      | c″        |
| 4   | Kreuzglocke         | 1963     | Friedrich Wilhelm Schilling, Heidelberg | ? mm        | 1096 kg     | f′        |

## Pfarrer
Pfarrer der Pfarrkirche waren:
- Jakob Brand (1809–1827)
- Josef Spieß (1827–1829)
- Christian Reusch (1829–1843)
- Franz Josef Scheh (1843–1865)
- Pfarrverw. Josef Wenz (1865–1866)
- Franz Xaver Schieler (1866–1875)
- Pfarrverw. Johann Petry (1875–1884)
- Adam Keller (1884–1888)
- Franz Ferdinand Werner (1888–1907)
- Philipp Mosel (1907–1919)
- Aloys Reichwein (1920–1951)
- Theodor Heinz (1952–1979)